# アフメト・ネジデト・セゼル
アフメト・ネジデト・セゼル （Ahmet Necdet Sezer、1941年9月13日 - ）は、トルコの裁判官、政治家。同国第10代大統領を務めた。

## 経歴
トルコ西部、アフィヨンカラヒサール県の県都アフィヨンカラヒサール市出身。アンカラ大学法学部卒。
最高裁判所判事（1983年3月7日 - ）、憲法裁判所判事（1988年9月27日 - ）を経て、1998年1月6日憲法裁判所長官就任。
2000年5月5日、トルコ大国民議会により、トルコ共和国第10代大統領に選出され、同年5月16日にトルコ共和国第10代大統領に就任。
2007年5月16日に7年の任期を満了したが、後継大統領を選出する選挙にて、公正発展党の副党首で穏健イスラーム派として知られるアブドゥッラー・ギュル外相の立候補に抵抗する野党のボイコットにより、選挙が2度にわたって不成立に終わったため、8月28日にギュルが正式に次期大統領に選出されるまで、大統領の職務を行うことになった。

## 家族
セムラ夫人との間に3人の子供がいる。